# Oscar van Hemel
 (novembre 2014).
Si vous disposez d'ouvrages ou d'articles de référence ou si vous connaissez des sites web de qualité traitant du thème abordé ici, merci de compléter l'article en donnant les références utiles à sa vérifiabilité et en les liant à la section « Notes et références ».
Oscar van Hemel est un compositeur néerlandais d'origine belge, né à Anvers le 3 août 1892 et mort à Hilversum le 9 juillet 1981.

## Biographie
Formé par, entre autres, August de Boeck et Lodewijk Mortelmans au Conservatoire royal de sa ville natale, il se retire aux Pays-Bas lorsque la Première Guerre mondiale éclate, et devint violoniste dans l'orchestre du Nederlandsche Opera à Amsterdam. En 1918, il devint maître de musique pour le violon, le piano et la théorie de la musique à l'école de musique communale de Bergen-op-Zoom. Dans les années 1930-1933, il étudie la composition auprès de Willem Pijper qui exerce une grande influence sur son style d'écriture. Il lui consacre sa première sonate pour violon. De 1948 à 1955 il est professeur au Conservatoire Brabant de Tilbourg. À partir de 1949 il habite à Hilversum. Van est aussi un critique musical dans les journaux De Gooi- en Eemlander et De Maasbode. Il prend aussi souvent part au jury de concours pour orchestres d'harmonie et de fanfares, et pour chorales.

## Compositions
L'œuvre de van Hemel comporte cinq symphonies, huit concertos, de la musique de chambre (dont six pièces pour quatuor à cordes), des pièces pour l'éducation musicale, pour trios à cordes, des études pour piano et pour instruments à vent, des chants, des études chorales, des opéras (Viviane, 1950 et La Prostituée, 1978), des compositions pour carillon, de la musique pour harmonie, fanfare, films et pièce radiophonique.

## Vie privée
Van Hemel est marié à l'institutrice Anna Johanna (Anneke) Wouters (1899-1980) avec laquelle il a eu dix enfants : six filles et quatre fils. Une de leurs filles, Virginie Korte-van Hemel était membre du parti politique CDA (centre) et secrétaire d’État à la Justice de 1982 à 1989.

## Distinctions
- 1938 – 3e prix de la Société royale d'harmonie d'Anvers avec Pianotrio
- 1939 – 3e prix à la Compétition Reine-Elizabeth à Bruxelles avec Pianokwartet
- 1946 – Prix de musique de la ville d'Amsterdam pour le Premier concerto pour violon
- 1946 – Prix du gouvernement néerlandais pour Ballade pour grand orchestre
- 1953 – 2e prix dans le Concours international de composition pour Quatuor à Cordes à Liège avec le Quatuor à cordes n°4
- 1955 – Prix de musique de la ville d'Amsterdam pour l'Hymne de commémoration
- 1959 – Prix Visser-Neerlandia pour sa cantate Maria Magdalena
- 1962 – Chevalier dans l'Ordre d'Orange-Nassau
- 1962 – Prix Professeur van der Leeuw pour le Quatuor à cordes n°4
- 1962 – Prix Visser-Neerlandia pour le Quatuor à cordes n°6
- 1964 – Prix Culture de la commune de Hilversum
- 1971 – Prix Culture de la Province Brabant du Nord